# 广东省人民政府
广东省人民政府，是中华人民共和国广东省的省级地方行政机关。

## 沿革
1949年11月6日，广东省人民政府正式成立。1955年2月12日，改称广东省人民委员会。1968年2月20日，成立广东省革命委员会。1979年12月，广东省革命委员会撤销，复设广东省人民政府。

## 职权
根据《中华人民共和国地方各级人民代表大会和地方各级人民政府组织法》第七十三条，县级以上的地方各级人民政府行使下列职权：
1. 执行本级人民代表大会及其常务委员会的决议，以及上级国家行政机关的决定和命令，规定行政措施，发布决定和命令；
2. 领导所属各工作部门和下级人民政府的工作；
3. 改变或者撤销所属各工作部门的不适当的命令、指示和下级人民政府的不适当的决定、命令；
4. 依照法律的规定任免、培训、考核和奖惩国家行政机关工作人员；
5. 编制和执行国民经济和社会发展规划纲要、计划和预算，管理本行政区域内的经济、教育、科学、文化、卫生、体育、城乡建设等事业和生态环境保护、自然资源、财政、民政、社会保障、公安、民族事务、司法行政、人口与计划生育等行政工作；
6. 保护社会主义的全民所有的财产和劳动群众集体所有的财产，保护公民私人所有的合法财产，维护社会秩序，保障公民的人身权利、民主权利和其他权利；
7. 履行国有资产管理职责；
8. 保护各种经济组织的合法权益；
9. 铸牢中华民族共同体意识，促进各民族广泛交往交流交融，保障少数民族的合法权利和利益，保障少数民族保持或者改革自己的风俗习惯的自由，帮助本行政区域内的民族自治地方依照宪法和法律实行区域自治，帮助各少数民族发展政治、经济和文化的建设事业；
10. 保障宪法和法律赋予妇女的男女平等、同工同酬和婚姻自由等各项权利；
11. 办理上级国家行政机关交办的其他事项。

## 机构设置
根据《广东省机构改革方案》，除广东省人民政府办公厅外，广东省人民政府设置组成部门23个，直属特设机构1个，直属机构8个，部门管理机构10个。
广东省人民政府设置下列机构：
- 广东省人民政府办公厅

### 组成部门
- 广东省发展和改革委员会
- 广东省教育厅
- 广东省科学技术厅
- 广东省工业和信息化厅
- 广东省民族宗教事务委员会
- 广东省公安厅
- 广东省民政厅
- 广东省司法厅
- 广东省财政厅
- 广东省人力资源和社会保障厅
- 广东省自然资源厅
- 广东省生态环境厅
- 广东省住房和城乡建设厅
- 广东省交通运输厅
- 广东省水利厅
- 广东省农业农村厅
- 广东省商务厅
- 广东省文化和旅游厅
- 广东省卫生健康委员会
- 广东省退役军人事务厅
- 广东省应急管理厅
- 广东省审计厅

（科学技术厅挂外国专家局牌子；自然资源厅挂海洋局牌子；农业农村厅挂乡村振兴局牌子；文化和旅游厅挂文物局牌子。）

### 直属特设机构
- 广东省人民政府国有资产监督管理委员会

### 直属机构
- 广东省市场监督管理局
- 广东省政务服务数据管理局
- 广东省广播电视局
- 广东省体育局
- 广东省统计局
- 广东省医疗保障局
- 广东省人民政府参事室
- 广东省信访局

（市场监督管理局挂知识产权局牌子；参事室挂省人民政府文史研究馆牌子。）

### 部门管理机构
- 广东省粮食和物资储备局，由省发展改革委管理。
- 广东省能源局，由省发展改革委管理。
- 广东省社会组织管理局，由省民政厅管理。
- 广东省监狱管理局，由省司法厅管理。
- 广东省戒毒管理局，由省司法厅管理。
- 广东省林业局，由省自然资源厅管理。
- 广东省中医药局，由省卫生健康委管理。
- 广东省药品监督管理局，由省市场监管局管理。

### 直属事业单位
- 广东省机关事务管理局
- 广东省科学院
- 广东省社会科学院
- 广东省农业科学院
- 广东省人民政府发展研究中心
- 广东省人民政府地方志办公室
- 广东省代建项目管理局
- 广东省地质局
- 广东省供销合作联社

### 派出机构
- 广东省人民政府驻北京办事处
- 广东省人民政府驻上海办事处
- 广东省人民政府横琴粤澳深度合作区工作办公室

### 直接履行出资人职责企业
- 广东省农垦集团公司（广东省农垦总局）[註 1]

## 历任领导
| 广东省人民政府省长 …… - 朱森林（1991年—1996年2月） - 盧瑞華（1996年2月—2003年1月） - 黃華華（2003年1月—2011年11月） - 朱小丹（2011年11月—2016年12月） - 马兴瑞（2016年12月—2021年12月） - 王伟中（2021年12月至今） 广东省人民政府常务副省长 …… - 欧广源（2001年1月－2002年10月） - 黄华华（2002年10月－2003年1月） - 钟阳胜（2003年6月－2007年5月） - 黄龙云（2007年1月－2010年2月） - 朱小丹（2010年2月－2011年11月） - 肖志恒（2011年11月－2012年5月） - 徐少华（2012年5月－2017年1月） - 林少春（2017年3月－2019年3月） - 林克庆（2019年12月—2021年12月） - 张虎（2022年2月至今） 广东省人民政府秘书长 …… - 游宁丰（1996年—2000年2月） - 陈坚（2000年2月—2005年3月） - 徐尚武（2005年3月—2010年7月） - 唐豪（2010年7月—2012年11月） - 李锋（2012年11月—2018年3月） - 张虎（2018年3月—2019年5月） - 刘小涛（2019年5月—2020年6月） - 叶牛平（2020年6月—2022年9月） - 陈敏（2022年9月至今） | 广东省人民政府副省长 …… - 李容根（2001年3月—2011年1月） - 宋海（2003年1月—2011年11月） - 雷于蓝（2003年1月—2012年9月） - 佟星（2006年2月—2011年7月） - 林木声（2006年2月—2012年2月） - 万庆良（2008年1月—2010年7月） - 刘昆（2010年7月—2013年5月） - 招玉芳（2011年1月—2016年1月） - 陈云贤（2011年7月—2016年1月） - 刘志庚（2011年11月—2016年2月） - 许瑞生（2011年11月—2022年4月） - 林少春（2012年9月－2015年4月，2017年3月－2019年3月） - 邓海光（2013年1月—2018年1月） - 李春生（2013年5月—2021年1月） - 温国辉（2015年6月—2016年2月） - 蓝佛安（2016年1月—2017年3月） - 何忠友（2016年1月—2017年7月） - 袁宝成（2016年2月—2018年1月） - 黄宁生（2017年7月—2019年1月） - 余艳红（2018年1月—2018年6月） - 叶贞琴（2018年1月—2018年12月） - 欧阳卫民（2018年1月—2019年11月） - 陈良贤（2018年1月—2023年1月） - 张光军（2018年9月—2020年4月） - 张虎（2019年3月-2020年6月，2022年2月至今） - 覃伟中（2019年3月—2021年4月） - 张新（2020年1月—2024年12月） - 王曦（2020年8月—2024年11月） - 李红军（2020年8月—2021年7月） - 孙志洋（2021年3月—2023年11月） - 王志忠（2021年4月—2023年7月） - 郭永航（2021年10月—2021年12月） - 張少康（2023年1月至今） - 冯玲（2023年1月—2023年11月） - 呂玉印（2023年1月—2023年7月） - 林涛（2023年7月—2024年9月） - 刘红兵（2023年11月至今） - 刘国周（2023年12月至今） - 王胜（2024年9月至今） - 张国智（2024年11月至今） - 李运（2025年3月至今） - 马正勇（2025年4月至今） |